# Khalil Rza Uluturk
 (mars 2021).
Khalil Rza Uluturk (en azéri : Xəlil Rza Ulutürk), né le 21 octobre 1932 à Pirabba (raion de Salyan), en Azerbaïdjan, et mort le 22 juin 1994 à Bakou, est un poète azerbaïdjanais.

## Biographie

### Vie et éducation
De 1949 à 1954, Khalil Rza étudie à la Faculté de philologie de l'Université[Laquelle ?], puis de 1957 à 1959 à l'Institut de littérature Maxime-Gorki, à Moscou. En 1963, il soutient sa thèse sur le sujet : Genre de poèmes dans la littérature soviétique azerbaïdjanaise d'après-guerre (1945-1950). 
En 1985, il défend son doctorat sur le thème L'œuvre artistique de Maksud Sheikhzade et les problèmes des relations littéraires azerbaïdjano-ouzbeks. Il étudie à Moscou, entouré d'une génération de jeunes dissidents russes. Il a comme professeur Lev Ozerov et Pavel Antokolsky.
L'expulsion de Constantin Simonov du magazine Novy Mir, la persécution de Alexandre Trifonovitch Tvardovski, l'expulsion de Boris Pasternak de l'Union des écrivains soviétiques pour son œuvre Le Docteur Jivago et la dissidence de Soljenitsyne se sont déroulées « sous ses yeux ».

### Activité pédagogique et littéraire
De 1959 à 1969, il est professeur assistant à l'Université pédagogique d'État d'Azerbaïdjan. Il sera expulsé et démis de ses fonctions pour ses idées sur l'unification de l'Azerbaїdjan Nord et Sud. Il écrit son premier poème Absheron en 1948. Son premier recueil de poèmes Le printemps approche voit le jour en 1957. Il devient membre de l'Union des écrivains de l'Azerbaïdjan et de l'URSS en 1954. 
En 1986, il reçoit le titre honorifique de « Homme d'art émérite »[réf. nécessaire].
Le 26 janvier 1990, Khalil Rza est arrêté par le KGB pour sa participation active au mouvement national de l’Azerbaïdjan. Il est détenu pendant 8 mois et 13 jours dans la Prison de Lefortovo à Moscou, où il rédige son Journal de Lefortovo. Il est ensuite transféré à Bakou pour cause de maladie, puis libéré après un mois de procès.
Khalil Rza obtient le titre de « Poète du Peuple » en 1992[réf. nécessaire].
En 1995, l'Ordre de l'Indépendance récompense ses mérites. Le 60e anniversaire de sa naissance en 1995, le 70e anniversaire en 2004 et le 80e anniversaire en 2012 sont célébrés par l'État. L'apport du poète dans la poésie azerbaïdjanaise était hautement apprécié par le Président de l'Azerbaïdjan Heydar Aliyev en 1995.

## Œuvres
Khalil Rza Uluturk est l'auteur de 36 œuvres littéraires, 15 traductions, 13 œuvres scientifiques et 7 mémoires. 9 livres scientifiques ont été publiés à son sujet. Ses œuvres sélectionnées en 1, 2 et 5 volumes voient le jour[Quoi ?][Quand ?].
La lutte pour l'indépendance de Khalil Rza commence en 1950-1960 avec ses poésies La voix de l’Afrique (1960), Félicitation, Azerbaijan (1968), Sois mature, Khalil (1968). 
Sa lutte pour être fort est exprimée dans  les poésies Peur de se plier (1973), Ma force, ma faiblesse (1978), Transition de la folie à l'endurance (1984), Sois patient, cœur fou (1984). Dans les poèmes La patrie commence avec moi (1983), Sans réserves (1986), Au moins une personne (1986), les hésitations de Khalil Rza ont disparu et le poète accepte son verdict décisif et son serment. L'esprit de persévérance et de détermination de sa vie d’artiste démontre la force inébranlable du peuple[pas clair] (Pouvoir du peuple, 1986).